# Судхнати (округ)
Судхнати (англ. Sudhnati District) — один из 10 округов пакистанской территории Азад-Кашмир.

## История
До 1995 года Судхнати был техсилом в округе Пунч.

## Географическое положение
Судхнати граничит с округом Пунч на севере и западе, округом Котли на юге; на востоке округ граничит с провинциями Пенджаб и Хайбер-Пахтунхва.

## Города
В округе 14 крупных городов: Азад-Паттан, Барал, Паландри, Чамба-Гали, Балоч, Басари, Налиан, Манг, Накка-Базар, Тахлиан, Байтхак, Патан-Шаир-Хан, Траркал и Чичан.